# Най-ново време
Най-новото време е исторически период в развитието на човечеството, който бележи началото на най-новата историческа епоха, за разлика от предходните три класически исторически епохи – Древност и Античност, Средновековие, Ново време.
В англоезичната историография най-новото време е част от съвременната епоха, което описва историческия период от приблизително 1945 г. до наши дни.
В немскоезичния свят най-новата история отначало се е разбирала като периода след края на Първата световна война или след Октомврийската революция в Русия от 1917 г. От края обаче на XX век като най-нова история все по-често се означава епохата след края на Втората световна война.
Според руските историци най-новата история е периодът в човешката история от 1918 г. до днешно време.